# Întoarcere pe Planeta Albastră
Întoarcere pe Planeta Albastră: avertisment ecologic  este o colecție de povestiri științifico-fantastice editată de Lucian Hanu. A apărut în 1989 la Editura Politică.

## Cuprins
- „Cuvânt înainte”, eseu de Lucian Hanu
- „Sănătate!”, ficțiune scurtă de Jaroslav Veis (traducere a povestirii „Na zdraví” din 1983)
- „Punctul de belvedere”, ficțiune scurtă de Bogdan Ivan
- „Primăvara nucleară”, ficțiune scurtă de Lucian Merișca
- „Exod în țara făgăduinței”, ficțiune scurtă de Erik Simon (traducere a povestirii „Auszug ins Gelobte Land” din 1976)
- „Orașul din marginea pustiei”, ficțiune scurtă de Vasile Andru
- „Dincolo”, ficțiune scurtă de Walter Kubilius (traducere a povestirii „The Other Side” din 1951)
- „Visul lui despre mare”, ficțiune scurtă de Herbert W. Franke (traducere a povestirii „Der Traum vom Meer” din 1974)
- „Cucul”, ficțiune scurtă de Imre Puskás
- „Jerold și pisica”, ficțiune scurtă de Jean-Pierre Andrevon (traducere a povestirii „Jérold et le chat” din 1970)
- „Broasca”, ficțiune scurtă de Vladimir Colin  (publicată și în Viitorul al doilea din 1966, Dinții lui Cronos din 1975 și în Povestiri științifico-fantastice din 1976)
- „Anunțarea unei expediții”, ficțiune scurtă de Ursula K. Le Guin
- „Reginald Gulliver: Eruntica”, ficțiune scurtă de Stanisław Lem (The Apocryphs, traducere a povestirii „Wstęp (Reginald Gulliver - "Eruntyka")” din 1973)
- „Părul auriu”, ficțiune scurtă de György Györffy
- „Vă rog, nu trageți în pomi!”, ficțiune scurtă de Patricia Highsmith (traducere a povestirii „Please Don't Shoot the Trees” din 1977)
- „Haustori”, ficțiune scurtă de Lucian Ionică
- „La iarbă verde”, ficțiune scurtă de Constantin Cozmiuc
- „Vânătorule, întoarce-te acasă!”, ficțiune scurtă de Richard McKenna (traducere a povestirii „Hunter, Come Home” din 1963)
- „Judecătorii”, ficțiune scurtă de Mircea Opriță (publicată și în Adevărul despre himere din 1976 și în Figurine de ceară din 1978)
- „Pădurea”, ficțiune scurtă de Silviu Genescu
- „Vântul și ploaia”, ficțiune scurtă de Robert Silverberg (traducere a povestirii „The Wind and the Rain” din 1973)
- „Bomba”, ficțiune scurtă de Horia Aramă (publicată și în Pălăria de pai în 1974)
- „Și am auzit glasul”, ficțiune scurtă de Paul Amnuél (Павел Амнуэль) (traducere a povestirii „И услышал голос” din 1987)
- „Întoarcerea acasă”, ficțiune scurtă de Gheorghe Păun

## Vezi și
- 1989 în literatură
- Lista cărților științifico-fantastice publicate în România
- Lista volumelor publicate în Colecția Fantastic Club
- Lista antologiilor de povestiri științifico-fantastice românești